# Hans Ostenfeldt Lange
Hans Ostenfeldt Lange, född 13 oktober 1863, död 15 januari 1943, var en dansk egyptolog.
Lange var 1901-24 överbibliotekarie vid Det Kongelige Bibliotek i Köpenhamn, blev 1918 filosofie hedersdoktor vid Lunds universitet och 1924 lektor i Egyptologi vid Köpenhamns universitet. I nära anslutning till Berlinskolan runt Adolf Erman sysselstatte sig Lange särskilt med studiet av det gamla Egyptens inskrifter och papyrer och vann anseende som en framstående kännare av fornegyptiskt språk. Vid sidan av sitt egyptologiska arbete har Lange bedrivit omfattande bok- och bibliotekhistoriska studier.

## Utmärkelser
- Riddare av Dannebrogorden,  1906[2]
- Hedersdoktor vid Lunds universitet,  1918[2]
- Dannebrogsmännens hederstecken,  1921[2]

[Redigera Wikidata]